# 特別番組
特別番組（とくべつばんぐみ）は、テレビ・ラジオ放送において通常、毎日、または毎週放送されるレギュラー番組とは異なり、月に1回・年に1回 - 数回・不定期など単発的な意味合いを持つテレビ番組・ラジオ番組のこと。略称は“特番”で、“スペシャル”、“SP”、“豪華番組”などが表現されることもある。NHKでは、特集番組（とくしゅうばんぐみ）の表記・表現も用いられる。

## 概要
特別番組は、テレビでは春と秋の改編期と年末年始に多く放送され、ラジオではプロ野球中継がない日（特にAM局）や祝祭日（特にFM局）年末年始に放送されることがある。
JFN系列局では日曜日の19:00 - 20:00もしくは20:00 - 21:00の1時間をレギュラーの特別番組枠（サンデースペシャル）として設ける例が多い。
上記を基本とするが、レギュラー番組の視聴率低迷や不祥事などでの打ち切り時に、改編期までのつなぎ番組として急遽設けられる例もある。
また、特定の特別番組の枠内で定期的に放送される番組も多く、好評だった番組をレギュラーへと昇格することも多く見られる。また、過去にレギュラー放送が終了した番組を復活して放送する場合、特別番組扱いされることもある。
これまで長時間の特別番組は1990年代まで日本テレビ系列『24時間テレビ 「愛は地球を救う」』・『スーパークイズスペシャル』、フジテレビ系列『FNS27時間テレビ』、TBS系列『オールスター感謝祭』（5時間半）、テレビ東京系列『新春ワイド時代劇』などごく少数に限られていた。テレビドラマの1クール（3ヶ月）放送が一般化した1990年代以降は年4回の改編期（年末年始・春・夏・秋）に特別番組が組まれることが多くなり、放送時間も2時間前後だったものが3〜5時間と長時間化が進むようになった。2010年代以降は放送局の開局記念やキャンペーン等、改編期以外に放送されるものが増えており、テレビ局の番組表上ではレギュラー放送の1時間番組が組まれているが、実際は2〜3時間の特別番組しか放送されていない枠も存在している。
このため、建前上は毎週○曜日放送のレギュラー番組であっても特番編成による休止が多い等の理由により、実際には月に1〜2回程度しか放送されないか一度も放送されない月が発生する番組がある。
また、片方ずつ交互で2〜3時間SP放送するのが当たり前になっている番組が存在するため、本来の放送時間・番組編成が形骸化してしまうことがある。
2000年代後半以降、ゴールデンタイムに地上波で放送されるテレビの音楽番組は特別番組しか放送されないことが多くなっており、NHK『NHK紅白歌合戦』『思い出のメロディー』『わが心の大阪メロディー』、フジテレビ系列『FNS歌謡祭』『FNS歌謡祭 秋』『FNS歌謡祭 春』『FNS歌謡祭 夏』、TBS系列『輝く!日本レコード大賞』『音楽の日』『卒業ソング音楽祭』『ハロウィン音楽祭』『クリスマス音楽祭』、日本テレビ系列『日テレ系音楽の祭典 ベストアーティスト』『THE MUSIC DAY』『ベストヒット歌謡祭』『日テレ系音楽の祭典 Premium Music』、テレビ朝日系列『ミュージックステーションウルトラFES』『ミュージックステーションスーパーライブ』、テレビ東京系列『にっぽんの歌』『テレ東音楽祭』などが組まれている。

## レギュラーの特別番組枠

### NHK
- 国会中継（通常国会のうち所信表明演説、代表質問、衆議院・参議院予算委員会）
- 明日をまもるナビ

### 日本テレビ系
- 金曜ロードショー
- 土曜パラダイス
- サンバリュ

### テレビ朝日系
- スペシャルサタデー
- スペシャルサンデー
- サンデープレゼント

### TBS系
- 月バラナイト
- モクバラナイト
- 土曜☆ブレイク
- スパニチ!!

### テレビ東京系
- 月曜プレミア8（2時間ドラマ中心）
- 火曜エンタ
- 水バラ
- 土曜スペシャル（紀行・グルメ中心）
- 日曜ビッグバラエティ

### フジテレビ系
- 土曜ワイド
- 土曜スペシャル
- 土曜プレミアム（映画が中心だが、2020年以降はバラエティも多く放送している）
- 日曜スペシャル

### ラジオ
- 日本民間放送連盟賞グランプリ受賞番組紹介
発表から3か月以内に全てのAM局で時間を取って放送することが規約で義務付けられている。

## 特別番組の様々な種類
- スポーツ中継
  - プロ野球中継（NPBのオールスターゲーム、日本シリーズ、ワールド・ベースボール・クラシック等の国際試合）
  - サッカー中継（FIFAワールドカップなど）
  - バレーボール中継（バレーボールワールドカップと春の高校バレーはFNS系、世界バレーはJNN系）
  - 高校野球全国大会中継（“センバツ”、“夏の甲子園”）
  - プロボクシング中継（主に世界タイトルマッチ）
  - 競輪GI決勝戦中継（「坂上忍の勝たせてあげたいTV」など）
- 劇場公開映画
- スペシャルドラマ
- 報道特別番組
- 選挙特別番組
- 震災特別番組
- 防災特別番組
- 警察24時
- 追悼番組（俳優の場合は生前最後の出演だった2時間ドラマを、当初予定を変更して放送する例が多い）
- 有名人の結婚披露宴中継※2003年の谷佳知・亮子夫妻（日本テレビ系）、2007年の陣内智則・藤原紀香（日本テレビ系）などがある
- 公立高校入試解答速報（毎年3月）※JRTのタカガワ電波塾特番（タカガワ高校入試解答速報）など
- 皇室スペシャル（春と秋の改編期に必ず放送される）

ほか
- 開局記念番組（放送局の開局時に放送される特別番組）